# Marcus Sedgwick
Marcus Sedgwick (Kent, 8 de abril de 1968-17 de noviembre de 2022) fue un escritor, ilustrador y músico británico. Publicó novelas como Floodland (ganador del Branford Boase Award en 2001) y La Amenaza del Caballo Oscuro (nominada para el premio Guardian 2002). Fue también el autor de varios libros de ilustraciones.  La primera edición en EE. UU. de su novela de 2011 Midwinterblood ganó en 2014 el Premio Michael L. Printz de la Asociación de Bibliotecas americanas como el mejor del año escrito para adolescentes.

## Biografía
Marcus Sedgwick nació en Kent Del este, Inglaterra. Después de trabajar como librero y trabajando en editoriales, Sedgwick empezó escribir en 1994. Su primer libro, Floodland, estuvo publicado en 2000, y recibió el Branford-Boase Award. Floodland narra la historia de Zoe, quien vive a su aire en una isla que era parte de Inglaterra antes del calentamiento global y el aumento del nivel del mar. Las críticas fueron buenas. En 2013 publicó Dark Satanic Mills una novela gráfica escrita conjuntamente con su hermano Julian Sedgwick e ilustrado por John Higgins. Su libro de 2015 Los Fantasmas del cielo, un trabajo de ficción para jóvenes que consta de cuatro partes conectadas. Una "novela" intrigante, según Sarah McCarry.

## Obras

### Novelas
- Floodland (Orion Children's Books Dolphin, 2000) – illustrated by Sedgwick
- La amenaza del caballo oscuro (2001)
- Witch Hill (2001) – nominated for Edgar Allan Poe Awards
- El libro de los días malditos (2003)
- Un deseo de Navidad (2003)
- Cowards (2003)
- The Dark Flight Down – secuela de TEl libro de los días malditos (2005)
- The Foreshadowing (2005)
- My Swordhand Is Singing (2006)
- Blood Red, Snow White (2007)
- The Kiss of Death (2008)
- Revolver (2009)
- White Crow (2010)
- Midwinterblood (Orion Indigo, 2011; U.S., Roaring Brook Press, 2013)
- She Is Not Invisible (2013)
- Dark Satanic Mills (2013) – graphic novel co-written with Julian Sedgwick.  Illustrated by Marc Olivent and John Higgins[5]
- The Ghosts of Heaven (2015)
- A Love Like Blood (2015)
- Mister Memory (2016)
- Saint Death (2016)

### Raven
- Flood and Fang (Orion, 2009)
- Ghosts and Gadgets (2009)
- Lunatics and Luck (2010)
- Vampires and Volt (2010)
- Magic and Mayhem (2011)
- Diamonds and Doom (2011)

### Chica elfa y Chico Cuervo
- Fright Forest (Orion, 2012)
- Monster Mountains
- Scream Sea
- Dread Desert
- Terror Town
- Creepy Caves

### Otros libros
- Outremer: Jaufré Rudel and the Countess of Tripoli – A Legend of the Crusades (1993) – illustrator
- The Emperor's New Clothes (2004) – picture book
- The Dead Days Omnibus (2006) – omnibus edition
- Doctor Who: The Spear of Destiny, (2013)
- Killing the Dead, (World Book Day 2015) - Short sequel to The Ghosts of Heaven
- Snow

## Premios
- Branford Boase Award (2001) - Floodland
- Independent Reading Association Award nomination (2001) - Witch Hill
- Portsmouth Book Award nomination (2001) - Witch Hill
- Guardian Children's Fiction Prize shortlist (2002) - The Dark Horse
- Carnegie Medal shortlist (2002) - The Dark Horse
- Blue Peter Book Award shortlist (2002) - The Dark Horse
- Guardian Prize nomination (2003) - The Book of Dead Days
- Sheffield Book Award shortlist (2003) - The Book of Dead Days
- Edgar Allan Poe shortlist (2003) - The Book of Dead Days
- Booktrust Teenage Prize shortlist (2006) - The Foreshadowing
- Carnegie Medal shortlist (2007) - My Swordhand Is Singing
- Nomination- Calderdale book of the year awards (2007) - My Swordhand Is Singing
- Booktrust Teenage Prize winner (2007) - My Swordhand Is Singing
- Costa Children's Book Award shortlist (2007) - Blood Red, Snow White
- Carnegie Medal shortlist (2010) - Revolver
- Carnegie Medal shortlist (2011) - White Crow
- Carnegie Medal shortlist (2013) - Midwinterblood
- Michael L. Printz Award (2014) - Midwinterblood
- Carnegie Medal shortlist (2016) - The Ghosts of Heaven
- Michael L. Printz Honor (2016) - The Ghosts of Heaven